# S.P. Thamilselvan
S.P. Thamilselvan (tamil: சு ப தமிழ்ச்செல்வன்), född 29 augusti 1967 i Chavakacheri på Jaffnahalvön, död 2 november 2007 nära Kilinochchi, var en tamilsk separatistledare och fram till sin död ledare för den politiska grenen av de tamilska befrielsetigrarna, LTTE. 
Thamilselvan ledde LTTE:s delegation vid de senaste fredsförhandlingarna med Sri Lankas regering, och ansågs vara LTTE-ledaren Velupillai Prabhakarans andreman.
Thamilselvan tog över rollen som LTTE:s internationella talesman i samband med att rörelsens chefsideolog Anton Balasinghams hälsa förvärrades. Balasingham avled i december 2006. 
Thamilselvan dödades i ett flygangrepp nära staden Kilinochchi den 2 november 2007. Efter hans död skrev den indiska delstaten Tamil Nadus premiärminister M Karunanidhi en hyllningsdikt till Thamilselvan, vilket gav upphov till hård kritik mot Karunanidhi, som redan tidigare har anklagats för stöd till LTTE.